# James D. Bulloch
James Dunwoody Bulloch (Savannah, 25 luglio 1823 – Liverpool, 7 gennaio 1901) è stato un marinaio e agente segreto statunitense, principale rappresentante navale confederato all'estero durante la guerra di secessione americana, e maggior responsabile della costituzione della marina confederata.
Era inoltre zio del futuro presidente Theodore Roosevelt, che lo considerava come un modello.

## Biografia

### Origini
Nacque nel 1823 in Georgia, discendente di un'illustre famiglia statunitense: il suo bisnonno, Archibald Bulloch, era stato il primo governatore della Georgia indipendente dal dominio inglese, mentre il prozio William B. Bulloch era un importante politico locale. Suo padre, il militare James Stephens Bulloch, era sposato con Hester Elliott, e James Dunwoody era l'unico figlio della coppia; quando la donna morì nel 1831 egli si risposò con Martha Stewart, dalla quale ebbe altri quattro figli. La sorellastra minore di James, Martha, si sposò con Theodore Roosevelt Sr., e uno dei loro figli fu il presidente degli Stati Uniti Theodore Roosevelt, nato nel 1858.
Entrò nella marina statunitense molto giovane, e in quindici anni di carriera raggiunse il grado di capitano. Nel 1853 tuttavia ottenne un lungo congedo per poter stare vicino alla moglie Elizabeth Caskie, gravemente malata. Alla morte della moglie l'anno successivo decise di ritirarsi dalla marina, preferendo capitanare navi commerciali. Si risposò con Harriott Cross nel 1857 e si stabilì a New York, creando una rete commerciale con l'Inghilterra durata fino alla guerra di secessione.

### Servizio confederato
Subito dopo la battaglia di Fort Sumter Bulloch decise di supportare gli Stati Confederati d'America; si unì alla neonata marina confederata, e sfruttando i suoi contatti commerciali in Gran Bretagna venne inviato in Inghilterra come agente segreto sudista.
Si stabilì a Liverpool, dove costituì una compagnia commerciale di facciata, la Fraser, Trenholm & Co., il cui scopo era comprare navi usate e renderle violatori del blocco imposto dall'Unione ai porti del Sud, oppure vere e proprie navi da guerra per la marina confederata. Le prime imbarcazioni armate furono la CSS Florida e la CSS Alabama, di cui Bulloch stesso inizialmente avrebbe dovuto essere il capitano; decise tuttavia di rimanere a Liverpool per continuare a gestire la compravendita di navi, e durante la sua permanenza riuscì ad inquadrare ben dieci bastimenti nel servizio confederato, fra cui la nave corsara CSS Shenandoah.
Le sue attività erano note alle autorità inglesi, che inizialmente le tollerarono per via delle ricadute economiche negative dell'interruzione dei commerci con gli Stati del Sud su Liverpool e sul Lancashire. Infine però l'Unione, avendo notizia delle azioni di Bulloch, concluse dei trattati bilaterali con Francia e Regno Unito, rimasti neutrali durante la guerra di secessione, ma che presero comunque ad ostacolare le sue attività. Le ultime navi che riuscì ad impiegare, fra il 1864 e il 1865, furono la Shenandoah e la CSS Stonewall (in seguito la nave corazzata giapponese Kotetsu).

### Dopo la guerra
Alla sconfitta della Confederazione Bulloch, niente affatto intenzionato a sottomettersi ai nordisti, decise di non tornare negli Stati Uniti; a differenza della maggior parte dei confederati non venne mai amnistiato dal governo di Washington, e si stabilì definitivamente a Liverpool. Venne presto raggiunto dal fratello minore Irvine (1842-1898), ufficiale a bordo dell'Alabama e della Shenandoah, e insieme misero su famiglia.
Col tempo divenne uno degli abitanti più in vista di Liverpool, e nel 1883 scrisse, su impulso del nipote Theodore, un libro di memorie in due volumi sulle sue attività durante la guerra. Da tempo malato di tumore, morì di arresto cardiaco nei primi giorni del XX secolo, durante una visita a sua figlia.